# Х
Х (gemen: х) är en bokstav i det kyrilliska alfabetet. Den motsvarar i uttalet en tonlös velar frikativa (IPA: /x/), liksom digrafen ch i det tyska namnet Bach. Bokstaven härstammar från grekiska alfabetets chi (Χ, χ) och är till formen identisk med det latinska alfabetets X.
Vid transkribering av ryska till svensk text skrivs bokstaven som digrafen ch. Formen kh används på engelska och kan därför ibland hittas i svenska texter. Vid translitteration enligt ISO 9 motsvaras bokstaven av h.

## Teckenkoder i datorsammanhang
| Teckenkoder        | Versal: Х                  | Gemen: х                 |
| ------------------ | -------------------------- | ------------------------ |
| Namn (Unicode)     | CYRILLIC CAPITAL LETTER HA | CYRILLIC SMALL LETTER HA |
| Kodpunkt (Unicode) | U+0425                     | U+0445                   |
| HTML               | &#1061;                    | &#1093;                  |